# Afrolimnophila namwambae
Afrolimnophila namwambae är en tvåvingeart som först beskrevs av Alexander 1956.  Afrolimnophila namwambae ingår i släktet Afrolimnophila och familjen småharkrankar.
Artens utbredningsområde är Uganda. Inga underarter finns listade i Catalogue of Life.